# Томас Даути (художник)
Томас Даути (на английски: Thomas Doughty, 19 юли 1793 – 22 юли 1856) е американски художник, част от движението Хъдсън ривър.

## Биография
Роден във Филаделфия, Даути е първият американски художник, който се занимава единствено с пейзажи. Работи предимно в родния си град, но също така и в Бостън и Ню Йорк. Научава се да рисува, докато работи при произовдител на кожи. Придобива популярност благодарение на уменията си и на факта, че американите насочват вниманието си към пейзажа. Най-известни са картините му на планините и реките в Пенсилвания, Ню Йорк, Нова Англия и най-вече на долината на река Хъдсън.

## Галерия
- Руини в пейзаж (1828)
- В Кетскилс (1836)
- Изглед към река Хъдсън, 1839
- Изглед към реката, 1842 – 1850